# Academia Recreativa e Musical de Sacavém
A Academia Recreativa e Musical de Sacavém foi fundada em 1 de Julho de 1927, juntamente com a sua Banda.
A sua criação ficou a dever-se à dedicação e entusiasmo dos senhores Fernando Alves Figueiredo, Inácio Marques Vieira e Inácio dos Santos, que foram os mentores da iniciativa.
Tiveram a preciosa colaboração da Administração da Fábrica de Loiça de Sacavém que possuiu uma Banda de Música e que fora extinta em 1918, a qual cedeu graciosamente todo o seu instrumental, repertório e acessórios. Estes três mentores, ex-músicos daquela Banda, fizeram-se acompanhar por mais duas dezenas de elementos, alguns deles também componentes da Banda daquela empresa, que constituíram o grupo de fundadores da Academia e da sua Banda de Música.
A sua primeira saída e actuação ocorreu no dia 8 de Abril de 1928, percorrendo as ruas da Vila, hoje cidade de Sacavém, efectuando um breve concerto e a execução do Hino inglês, como agradecimento à Administração da referida empresa.
De então para cá a Banda da Academia tem-se excedido na divulgação e valorização da arte musical, e nas suas múltiplas e diversificadas actuações pelo País tem contribuído para a dignificação, exaltação e difusão do sentimento artístico e musical das gentes de Sacavém, tendo ao longo do tempo, formado músicos de alto gabarito.
Desde 1932 a Academia tem sede própria no local onde ainda hoje se encontra embora em edifício diferente.
O seu Hino foi criado em Setembro de 1927, sendo o seu autor o Maestro João de Sousa Viegas que foi Regente da Banda desde a sua fundação até ao ano de 1982, tendo abandonado devido à sua avançada idade.

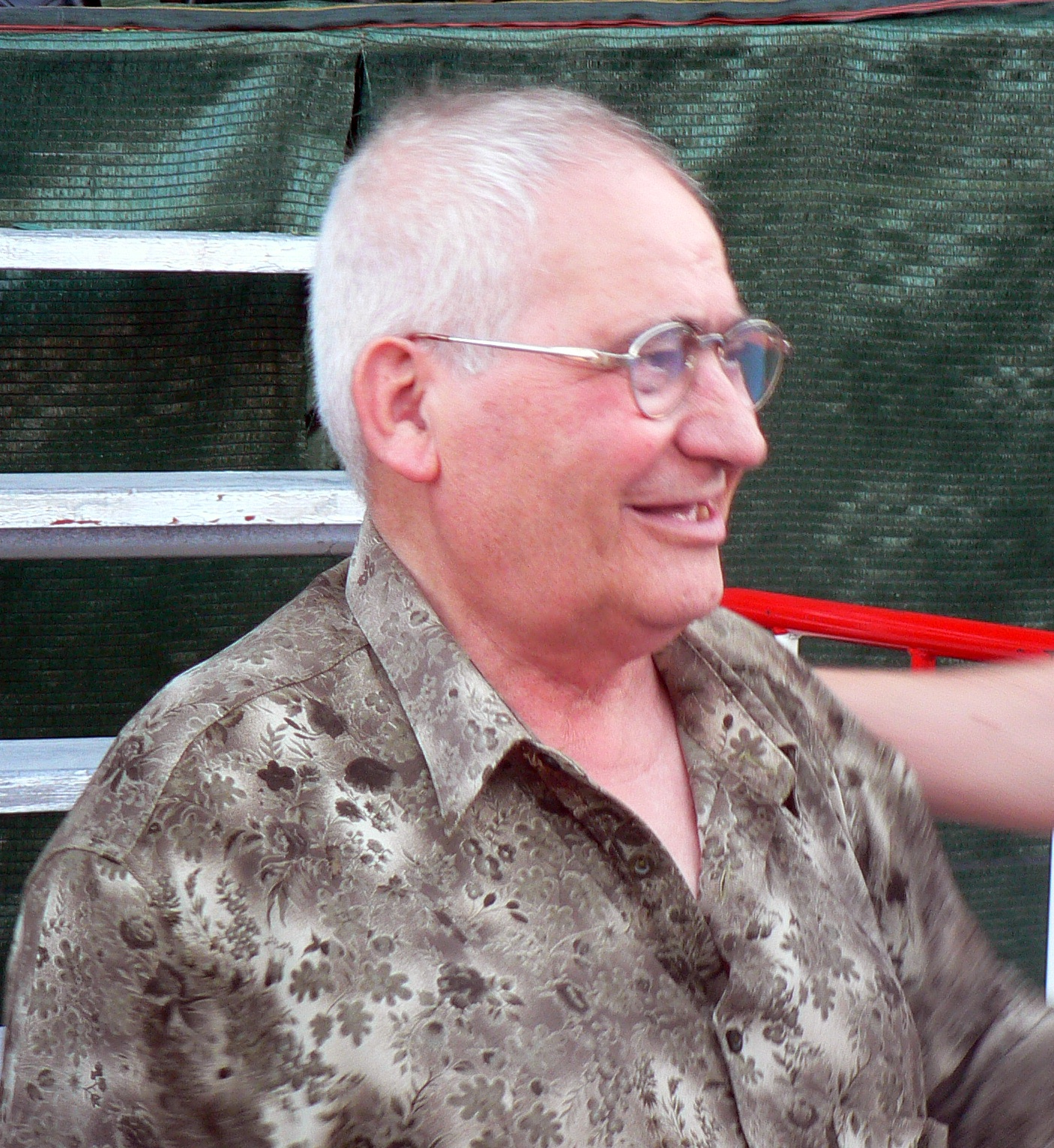
Mestre Ferreira da Graça, um dos músicos e professores carismáticos da Banda da Academia.

A Academia Recreativa Musical de Sacavém foi reconhecida através do Dec. Lei n.º 460/77, de 7 de Novembro com despacho publicado no Diário da República II Série, nº 23 de 28 de Janeiro de 1983, como Instituição de Utilidade Pública, tendo sido até agora agraciada, além de várias condecorações e diplomas, com a Medalha de Ouro e Medalha Municipal de Mérito e Dedicação pela Câmara Municipal de Loures e com a Medalha de Bem Fazer, Medalha de Ouro e Diploma de Generosidade e Filantropia pela Federação Portuguesa das Colectividades de Cultura e Recreio.
O mês de Julho do ano de 2000 fica assinalado com mais um marco Histórico na vida da Academia. Leva a cabo o 1º Encontro do Milénio de Bandas Filarmónicas Amadoras da Cidade de Sacavém e a Banda de Música faz a recepção a Sua Excelência o Senhor Presidente da República Portuguesa aquando da inauguração do Museu da Cerâmica nesta Cidade.
Tem em pleno funcionamento a sua Escola de Música, cujo ensino é gratuito, onde três professores e um monitor preparam e treinam cerca de três dezenas de músicos e futuros músicos.
Actualmente a Banda é composta por cerca de 58 elementos, sendo 43 deles jovens de ambos os sexos com idades compreendidas entre os 8  e os 25 anos.
A Banda é dirigida pelo Maestro José Manuel Ribeiro que é também o Director da Escola de Música e da Orquestra Ligeira.
ACADEMIA RECREATIVA MUSICAL DE SACAVÉM
No início do século XX a Fábrica de Loiça de Sacavém, importante unidade industrial a laborar nesta localidade desde 1956, possuía uma Banda Filarmónica constituída por empregados e operários da empresa e que na época era considerada uma das melhores Bandas particulares do País.
Por razões que se desconhecem mas a que não terá sido alheio o conflito gerado com a 1ª. Guerra Mundial, esta Banda foi extinta no ano de 1918. Ficaram guardados todo o instrumental,reportório e acessórios e sem actividade musical os executantes que se mantiveram como trabalhadores da empresa.
Volvidos alguns anos e porque nunca perderam o gosto pela música, três Ex executantes da Banda, Fernando Alves Figueiredo, Inácio Marques Vieira e Inácio dos Santos, conseguiram, através do Mestre Geral da Fábrica, Sr. José de Sousa, também ele um adepto das bandas  Filarmónicas, que a Direcção da empresa viesse a ceder graciosamente todo o património existente relacionado com a banda para que no exterior fosse formada uma nova filarmónica. Estes três membros agregaram então a si mais elementos da banda extinta, convidaram outros elementos de fora que andavam dispersos por vários agrupamentos musicais da região e formaram aquela a que viriam a chamar “Banda Nova de Sacavém”.
Convidaram para os dirigir o Maestro João de Sousa Viegas, músico da Banda da G.N.R. que na altura dirigia a Banda da Sociedade Triunfo Aliança de Camarate.
                Até aqui todos os objectivos tinham sido atingidos mas faltava-lhes uma estrutura para dar corpo e personalidade jurídica à iniciativa a que tinham metido ombros.
                                Para os conseguir convidaram algumas figuras da terra,muitas delas já ligadas ao meio associativo, em que na época Sacavém era fértil, (João de Oliveira, José Pedro Lourenço, Luís Dias, Francisco Roquete e outros) e começaram a dar os primeiros passos para a criação duma associação vocacionada para o desenvolvimento da música e que fosse o suporte legal da novel banda criada.
                Foi conseguida autorização da direcção da Troupe de Bandolinistas Cerâmicos Sacavenenses, colectividade que em Sacavém fomentava actividades recreativas, para que na sua sede fosse realizado um plenário de todos os aderentes à iniciativa para levar por diante os seus propósitos. 
Esta reunião foi efectuada no dia 1 de Julho de 1927 e ali proclamada nesse dia a fundação de uma associação a que foi dado o nome de Academia Recreativa Musical de Sacavém.   
Foi aqui nomeada uma Comissão Organizadora, de que faziam parte também os três mentores iniciais, para darem andamento à formalização da Sociedade ora fundada.     
O Hino da Academia foi criado em Setembro de 1927 sendo seu autor o Maestro João de Sousa Viegas, também ele um dos fundadores da Instituição.
Entretanto a Banda Filarmónica prosseguia com os seus ensaios, utilizando primeiro as instalações da Troupe, depois um segundo andar do Largo 5 de Outubro (sede do Sacavém Foot Bool Club), ainda um armazém no antigo prédio Oliveira e finalmente numa casa na Quinta de S. José que funcionava como sede provisória. 

Foi na sede provisória da Quinta de São José que no dia 7 de Agosto de 1929 a Comissão Organizadora deu posse à primeira direcção eleita para gerir os destinos da Colectividade.

A primeira direcção foi presidida por José Alves Figueiredo e dela faziam parte Inácio Marques Vieira, Luís Dias, José de Almeida Franco, Pedro Augusto Gomes e Inácio dos Santos. Nos outros Órgão Sociais constavam os nomes de Alberto Júlio das Neves, José da Costa Abreu, Fernando Alves Figueiredo, José de Oliveira, Inácio Lourenço, Joaquim de Almeida Franco e Policarpo da Costa Abreu.

A primeira saída da Banda verificou-se no dia 9 de Abril de 1928, percorrendo as ruas da vila e indo fazer um pequeno concerto e tocar o hino inglês junto à Fábrica de Loiça de Sacavém como agradecimento à direcção daquela empresa, que se encontrava presente.
O primeiro Estandarte da Banda, cuja insígnia se considera o símbolo oficial da Academia (sem elementos que identifiquem o autor) foi confeccionado manualmente e oferecido por uma Comissão de Senhora em 31-3-1929. Esta Comissão era constituída por Ermelinda Silva, Henriqueta Silva, Palmira de Oliveira, Gertrudes de Oliveira e Clotilde Mendonça.
Não existe qualquer registo que indique quais as cores que a colectividade se identifique. Todavia, considerando que nos cartões dos sócios Fundadores existia uma barra vermelha e porque tem sido prática de há muitas décadas, admite-se que as cores oficiais sejam o vermelho e brando. 
Em 1934 no dia do seu 7º. Aniversário, a Academia instala-se em Sede própria, um edifício de rés de chão situado na então denominada Quinta do Casalinho, ou Quinta do Mendes, (hoje entre a Rua dos Combatentes da Grande Guerra e a Avenida James Gilman), construído de raiz pelos músicos e outros associados que tiveram também a colaboração de militares do Regimento de Artilharia Pesada 1 e do Destacamento de Caçadores, aquartelados em Sacavém.
No início dos anos 30 a Banda não só abrilhantava as Festas e Romarias de Sacavém e arredores como ia dar concertos ao Parque Mayer em Lisboa competindo com bandas de Lisboa e Setúbal apresentando obras de elevado nível artístico. Fazia igualmente deslocações à província onde se exibia fazendo-se normalmente acompanhar por excursões em comboio.
Nas décadas de 30 e 40 a vida da Academia decorreu com normalidade não obstante algumas restrições colocadas pelo Estado Novo a organizações de cariz popular.
Desde o início que a banda tem a sua escola de música, colocando os executantes mais experientes a ensinar os candidatos músicos.
Destacaram-se nesta acção durante muitos anos os Srs. Vitorino Torrão, Álvaro Loureiro e Augusto Xavier entre outros, dando assim uma preciosa colaboração ao Maestro Viegas 
De mencionar igualmente na colaboração ao maestro o nome do músico Herculano Nunes que copiou manualmente dezenas de partituras e partes cavas de obras que fazem hoje parte do valioso Arquivo Musical da Banda.
Porque se torna difícil a pesquisa e para não ferir susceptibilidades não são mencionados outros nomes. Todavia, é de registar que foram milhares os filarmónicos que aqui “nasceram” e tiveram a honra de envergar a sua Farda. A instituição em si mas a Banda em particular orgulha-se da oportunidade que lhes deu para serem músicos e de ter sido servida e representada por eles.
Em meados da década de 50 com o propósito de ampliar as instalações sociais e de dotar a Colectividade com uma Sala de Cinema para proporcionar mais receitas, o edifício inicial foi totalmente remodelado dando lugar àquele que hoje existe.

As previsões foram goradas porquanto, quase ao mesmo tempo, surge no País o advento da televisão, a concorrência de cinema por vezes desleal e talvez um certo amadorismo na condução dos negócios de cinema, levaram a que a iniciativa não atingisse os objectivos. As despesas com o novo edifício estavam feitas mas os pagamentos à empresa construtora não eram efectuados por carência de meios. 
Começaram no início dos anos 60 as grandes crises na Colectividade, situação que veio afectar todas as suas actividades incluindo a banda de música.
O esforço desenvolvido pelas várias direcções que iam passando era insuficiente e outros apoios não existiam. 
É então que aparece a intervenção do Associado, industrial e benemérito instalado em Sacavém, Sr. Henrique Rodrigues dos Santos (Henrique das Peles) que salvou a Academia da derrocada avalizando a hipoteca. Esta situação manteve-se durante anos e as amortizações eram escassas. Mas tinha que ser encontrada uma alternativa para desvincular este benemérito do compromisso assumido e que por razões óbvias não podia suportar por mais tempo.
Através de contactos feitos com uma empresa distribuidora de filmes foi possível encontrar uma solução para que a Colectividade não viesse a ter novamente a situação agravada. 
Mas havia que se encontrar uma solução porque a dívida existia e logicamente teria que ser paga. 
Todo o património imobiliário estava penhora e em vias de ir para venda em hasta pública … e só não foi porque uma enorme onda de solidariedade em torno da Academia evitou que o facto se consumasse, porquanto,previamente avisados do “bolo” que estava a sua mercê, os especuladores imobiliários se movimentavam para adquirir a baixo custo um bem que se tinha sido ao longo de gerações um polo de cultura e que era pertença da comunidade Sacavenense. 
Um elevado número de pessoas de Sacavém (sócios e não só), cujo grupo era encabeçado por mulheres, manifestou-se contra essa venda junto à Sede, local onde se ia efectuar o leilão, proferindo palavras de ordem, tais como: “fora os agiotas” – “fora os usurários” – “ A Academia é nossa” – “A Academia é do Povo”, etc...,etc.. debandas, constituindo isso uma grande vitória para o associativismo popular. 
Fez-se um contrato de cedência temporária da exploração
do cinema a troco de liquidação das dívidas.
Esse contrato não chegou ao seu termo porquanto, dois anos antes do prazo acordado, o presidente daquela empresa distribuidora, Sr.Ildefonso Bordallo, entendeu que era chegada a hora de libertar a Academia do pesadelo que a afectou durante quase duas décadas e que teria tido piores consequências se não fosse a intervenção generosa destas duas individualidades a quem a Colectividade muito ficou a dever.
Desde sempre as actividades da Academia, como estatutariamente estava previsto, não se confinavam na área da banda filarmónica. Outras, de carácter recreativo e cultural aqui tinham lugar e grande expressão. 
Estão na memória de muitos os tradicionais “Bailes da Primavera” que anualmente se realizam com êxitos enormes.
Diversos grupos musicais (conjuntos e orquestras) aqui eram formados, actuando não só nas nossas festas como em variadíssimos locais para onde eram solicitados.
Grupos de Cegadas – Grupos de Samba – Grupos de Cantares– Grupos Infantis e Marchas Populares foram actividades que criaram raízes na instituição e tiveram desempenhos que dignificaram o seu bom nome.
Por aqui passaram, apresentados os seus concertos perante grandes assistências e em tempos bastante difíceis os saudosos Zeca Afonso e o Prof. Fernando Lopes Graça com o seu Coro e tantos outros.
Também o Teatro desde sempre teve nesta casa o seu "palco”. 
De salientar na década de 60 a existência do “GATAS” (Grupo Amador de Teatro da Academia de Sacavém) que fez representações em quase todas as freguesias do Município de Loures e também de Municípios limítrofes. Como qualquer Instituição moldada para a cultura, também a Academia possui há muitos anos uma Biblioteca. Por se situar numa terra de forte implantação operária os sócios da Academia sempre cultivaram o gosto pela leitura fazendo-o, utilizando a biblioteca da Colectividade como meio de se enriquecerem culturalmente de uma forma mais económica.
A Biblioteca possui obras de grande valor, algumas delas que andaram durante anos na “clandestinidade” guardadas em casa de alguns dirigentes dado que um dos alvos da antiga policia eram precisamente as Bibliotecas das colectividades.
Estes cuidados passaram a ser mais intensos desde que uma rica colecção de livros, oferecidos carinhosamente à biblioteca pelo nosso associado Óscar Figueiredo foi confiscada por aquela polícia.
A partir dos finais dos anos 70 a Academia, já liberta de dívidas e recuperando todo o seu património imobiliário, passou a ter uma existência mais desafogada permitindo às várias direcções que iam gerindo os seus destinos poder colmatar as carências que a situação de crise provocou.
As actividades praticadas passaram a ter outra dinâmica e a Banda de Música a pouco e pouco retomou o seu lugar privilegiado com a aquisição de instrumentos novos e a intensificação do trabalho nas escolas de música que desde aí tem proporcionado o enriquecimento da Banda com o ingresso nesta de dezenas de jovens que têm constituído até hoje a nossa Filarmónica.
No início do ano de 1982, ao fim de 55 anos de relevantes serviços prestados à Academia abandona a “sua Banda”, dada a sua avançada idade, o Maestro João de Sousa Viegas.
Durante toda a sua existência a Banda da Academia se excedeu na divulgação e valorização da arte musical e nas suas múltiplas e diversificadas actuações pelo País tem contribuído para a dignificação, exaltação e difusão do sentimento artístico e musical das gentes de Sacavém, tendo ao longo do tempo formado músicos de alto gabarito.
A Academia Recreativa Musical de Sacavém reconhecida pelo Dec. Lei nº.460/77 de 7/Novembro, Diário da República II série nº.23 de28/01/83 como Instituição de Utilidade Publica, tendo sido até agora agraciada, além de várias condecorações e diplomas, com a Medalha de Ouro e Medalha Municipal de Mérito e Dedicação pela Câmara Municipal de Loures e com a Medalha de Bem-fazer, Medalha de Ouro e Diploma de Generosidade e Filantropia pela Confederação Portuguesa das Colectividades de Cultura, Recreio e Desporto, de quem é a filiada nº.66.
O mês de Julho de 2000 ficou assinalado com mais um marco histórico na sua existência. Leva a cabo o Primeiro Encontro do Milénio de Bandas Filarmónicas Amadoras da Cidade de Sacavém, onde as Bandas presentes (cerca de 500 músicos) tocaram em simultâneo a Marcha “Sacavém Cidade Nova” da autoria do nosso músico Mestre Ferreira Graça e dias depois a Banda faz a recepção a Sua Excelência o Senhor Presidente da República Portuguesa, Dr.Jorge Sampaio, aquando da inauguração do Museu da Cerâmica nesta cidade.
Também no ano 2000 a Banda foi dotada com um espaço próprio, que na realidade até aqui não possuía. Aproveitando-se a área do balcão do antigo cinema, que estava desactivado e sem qualquer outra utilidade, fez-se um Auditório para os ensaios e pequenos concertos.
A este espaço foi dado o nome de: “Auditório Maestro João de Sousa Viegas” em homenagem àquele que tanto fez pela “sua” Banda.
Texto redigido da brochura do II Encontro de Bandas Filarmónicas Amadoras da Cidade de Sacavém, em 2002. 
Pesquisa de documentos antigos e Historial concretizado pelo Presidente da Direcção, da altura, o Sr. Jorge Henriques.
- www.facebook.com/armsacavem

- Academia Recreativa e Musical de Sacavém no Sapo